# Ornithocephalus cryptanthus
Ornithocephalus cryptanthus är en orkidéart som först beskrevs av Charles Schweinfurth och Paul Hamilton Allen, och fick sitt nu gällande namn av Antonio Luiz Vieira Toscano och Robert Louis Dressler. Ornithocephalus cryptanthus ingår i släktet Ornithocephalus och familjen orkidéer.
Artens utbredningsområde är Panamá. Inga underarter finns listade i Catalogue of Life.